# ロベルト・フィオレ

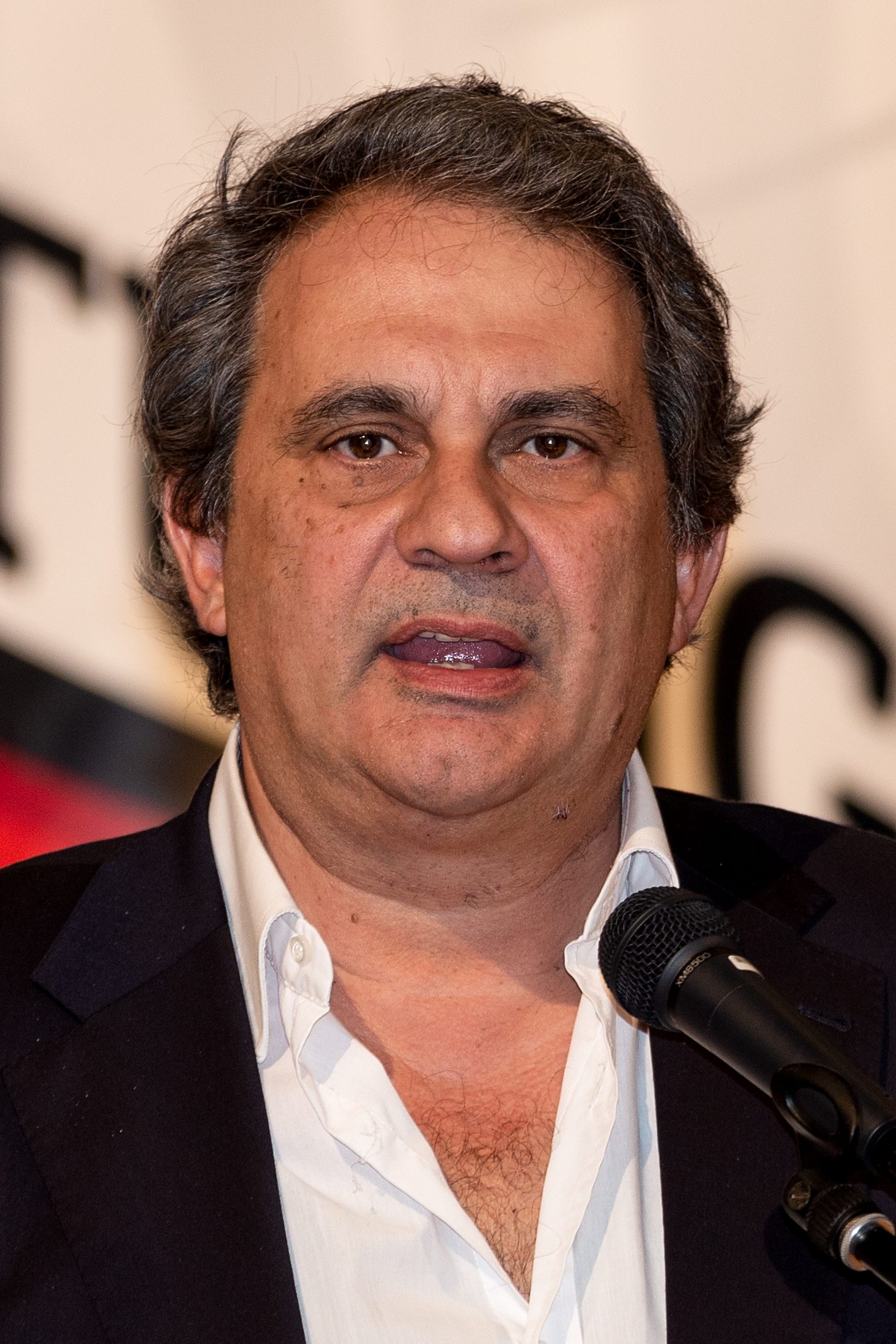
Roberto Fiore

ロベルト・フィオレ（Roberto Fiore 1959年4月15日 -）は、イタリアの政治家で、ヨーロッパにおけるネオ・ファシストの重鎮の一人。
極右政党・新しき力（it:Forza_Nuova）の党首であり、2008年から2009年には国家主義者の国際政党であるヨーロッパ国民戦線の書記長として欧州議会議員を務めた。

## 略歴

### イギリス時代

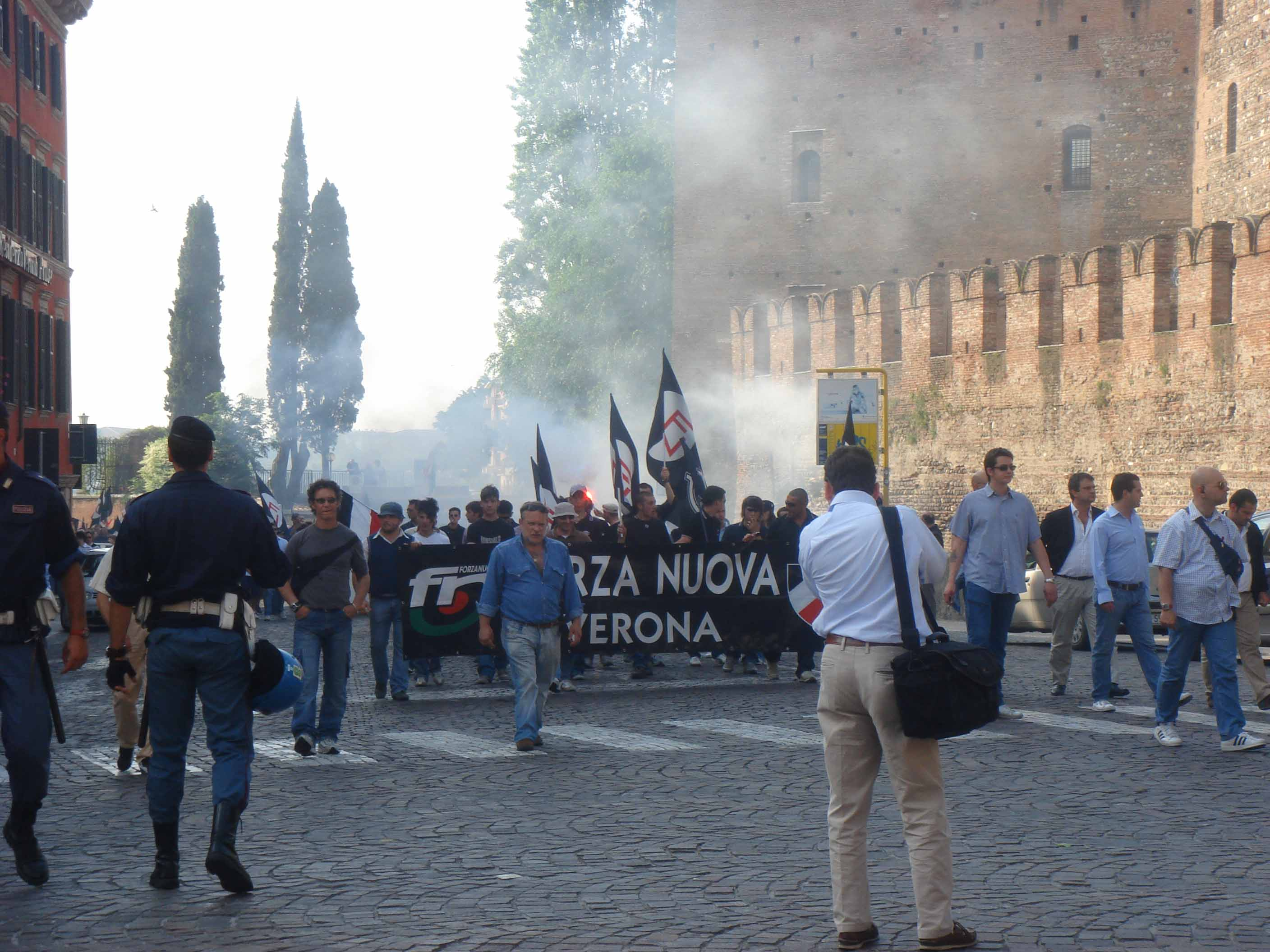
「新しき力」の党員達によるデモ活動

ラツィオ州ローマ市出身で、青年期から壮年期までの多くを移住先のイギリスで過ごした。イギリスでは、白人至上主義政党・イギリス国民戦線のリーダーで、同い年であったニック・グリフィンと親友の間柄であった。グリフィンが路線の違いから同党を離脱し、反資本主義・反社会主義の両立をスローガンにインターナショナル・サード・ポジションを設立すると、これに加わった。グリフィンとの交友から多くの政治的人脈を得たロベルトは、マッシモ・モレセッロと議論の場という政治組織を作り、後にイージー・ロンドンという学生や労働者の生活環境改善を求める協会へと変遷した。同協会は、現在もロンドンに残っていて、一定の支持を得ている。

### ファシストとして
一方、イタリアのネオ・ファシスト系武装組織で、イタリア陸軍諜報部と共謀してボローニャ駅爆破テロ事件を引き起こした武装革命中核のメンバーにも名を連ねていた。ロベルトは、過激な右翼運動家としても著名となり、同事件に関与したとして有罪判決を受けている。更に2000年代には、イギリスの反ファシスト団体からイギリス政府の諜報組織に加わっていたと指摘され、サン紙などにも掲載されるスキャンダルとなった。なお、ロベルト本人は、MI6などの諜報組織との関係を一切否定している。

### 欧州議会議員
ロベルトは、様々な話題を背負ったまま祖国イタリアへ帰国、極右政党・新しき力を設立してイタリア政界に進出した。同時に、各国のファシスト・国家主義政党の要人らと会談を行い、欧州規模のファシスト政党・ヨーロッパ国民戦線を創設、欧州議会選挙で議席を獲得する。
2009年には、久しぶりにイギリスを訪れ、イギリス国民党の来賓としてスピーチを行っている。